# دانية نصيف
دانية ناصيف (ولدت عام 1974)، هي مخرجة أفلام مستقلة والشريك الإداري في شركة (Eggdancer production) السعودية. دانية ناصيف وشريكتها دانية الحمراني هما أول سيدتين في المملكة العربية السعودية يُسمح لهما بامتلاك وإدارة شركة إنتاج بدون مدير أعمال.
تخرجت دانية عام (2002) من جامعة ساوثهامبتون في المملكة المتحدة بدرجة الماجستير في نضم المعلومات بتخصص التجارة الإلكترونية.